# Elias Altschul

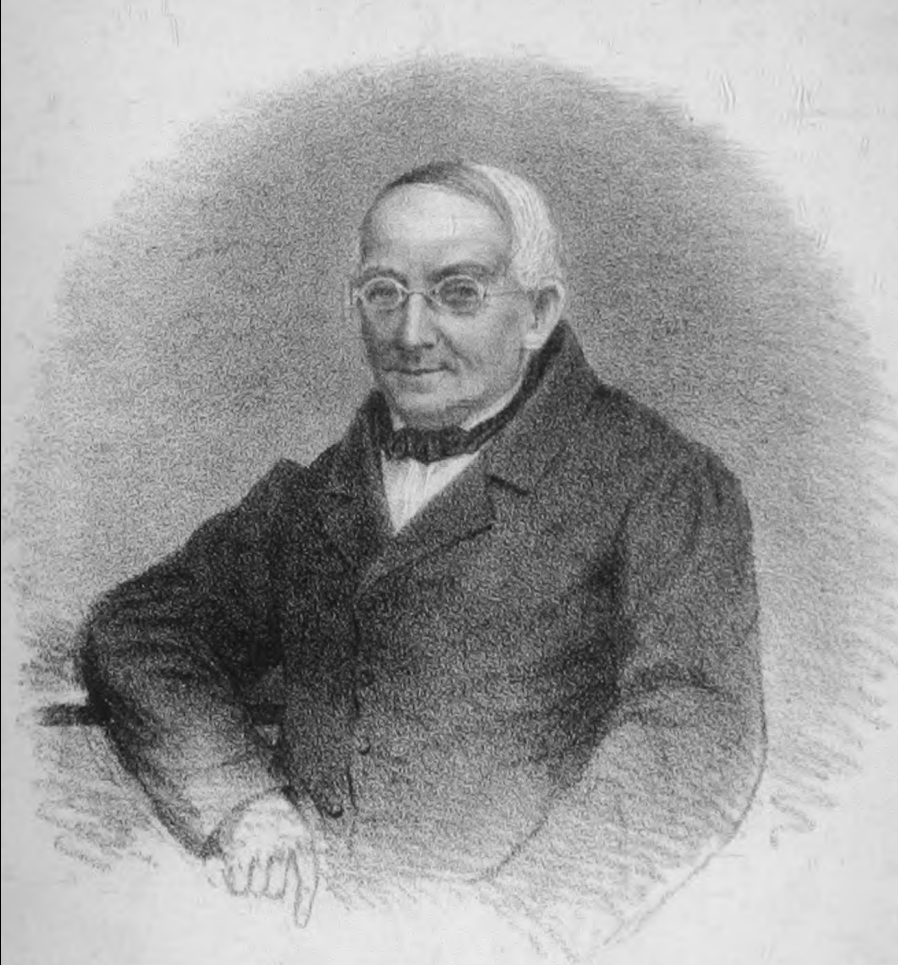
Elias Altschul

Elias Altschul  (* 8. April 1797 in Prag; † 16. Juli 1865 ebenda) war ein böhmischer Arzt und Homöopath.

## Leben
Elias Altschul wurde in Prag am 8. April 1797 als Sohn eines Juden geboren. Sein Vater wollte, dass Altschul später Rabbiner wurde, sodass er die orientalischen Sprachen erlernte. Dort zeigte er zwar Fortschritte, zeigte aber vielmehr Interesse an den Naturwissenschaften. Am Gymnasium in Prag vorgebildet, wohnte er Vorlesungen an der Universität Wien bei und wurde dort am 10. September 1832 zum Doktor der Medizin promoviert. Danach wandte er sich der Augenheilkunde zu und veröffentlichte zu Wien 1834 ein Vollständiges Recepttaschenbuch der praktischen Augenheilkunde.
Später wurde Altschul Stadtarzt in Boskowitz. Dabei begegnete er einem Militärarzt, der ihm die Homöopathie nahebrachte. 1849 bat er darum, eine Privatdozentur für praktische und theoretische Homöopathie an der Karls-Universität Prag zu gründen. Dies geschah und Altschul war damit einer der ersten Mediziner, denen erlaubt war, an einer Medizinischen Fakultät Vorlesungen über Homöopathie abzuhalten.  Er wurde habilitiert, nahm die Privatdozentur an und wurde damit verbunden Vorstand der Poliklinik für Homöopathie. 1853 gründete er die Monatschrift für theoretische und praktische Homöopathie und redigierte sie.
Altschul war korrespondierendes Mitglied der Gesellschaft für Natur- und Heilkunde Dresden und wirkte zuletzt als praktischer Arzt in Prag. Daneben gehörte er weiteren gelehrten Vereinigungen an. Er starb am 16. Juli 1865 in Prag nach einer längeren Marasmuserkrankung. Während seiner Krankheitsphase beschäftigte er sich mit der Vergänglichkeit und sprach mit einem israelischen Prediger. Er ließ festlegen, wo er beerdigt werden wollte und verlangte, dass man vor seiner Beerdigung prüfe, ob er nicht doch scheintod sei. Er hatte eine Frau, aber keine Kinder.

## Wirken
Altschul, der homöopathisch praktizierte, ist mit dafür verantwortlich, dass die Homöopathie in Österreich wissenschaftlich anerkannt wurde. Seine Miscellen aus dem gesammten Gebiete der Medicin, Prag 1838, illustrierten, wie die alte Heillehre zur neueren überging. In seinem Werk Kritisches Sendschreiben über das bisherige Verfahren mit den Sterbenden wollte er verhindern, dass Leute lebendig begraben werden. Es sorgte für Aufsehen in der Staatsarzneikunde, so tauche der Scheintod insbesondere bei Juden oft auf. Er nannte dort Vorschläge, wie man das Phänomen bekämpfen könnte. Diese Vorschläge wurden vom französischen Konsistorium umgesetzt, wofür man Altschul lobte.
Obwohl Altschul bei seiner Privatdozentur vom Ministerium unterstützt wurde, stieß er auf Widerstand. 1855 kritisierte unter anderem Carl Ernst Bock Altschul und die Homöopathie. Daraufhin verfasste Altschul ein öffentliches Sendschreiben, in dem er darlegte, dass Homöopathie wissenschaftliche Ansprüche habe.

## Werke
- Taschenwörterbuch für practische Augenärzte: nach den vielsältigsten klinischen Erfahrungen der beruhmtesten Augenärzte und den besten Schriftstellernälterer und neuerer Zeit (1833)
- Lehrbuch der physiologischen Pharmacodynamik: eine klinische Arzneimittellehre für homöopathische Aerzte als Grundlage am Krankenbette und Leitfaden zu academischen Vorlesungen: nach dem neuesten Standpunkte der medizinischen Wissenschaften (Prag 1850; bei Google Books)
- Das therapeutische Polaritätsgesetz der Arzneidosen als prinzipielle Grundlage zur physiologischen Pharmacodynamik:Im Geiste eines wissenschaftlichen Versuches dargestellt (1852) Digitalisierte Ausgabe der Universitäts- und Landesbibliothek Düsseldorf
- Lehrbuch der physiologischen Pharmacodynamik (Prag 1853; online bei Google Books)
- Offenes Sendschreiben an Herrn Dr. Carl Ernst Bock, Professor der pathologischen Anatomie an der Universität zu Leipzig, den Entdecker der Selbstheillehre: eine kritische Beleuchtung seiner polemischen Angriffe auf die praktischen Heilmethoden im Allgemeinen und auf die Homöopathie insbesondere (Prag 1856; online bei Google Books)
- Systematisches Lehrbuch der theoretischen und praktischen Homöopathie: nach den an k. k. Prager Universität öffentlich gehaltenen Vorlesungen (Prag 1858; online bei Google Books)
- Klinisch-homöopathisches Taschenworterbuch für das Haus und die Reise: Nach dem neuesten Standpunkte der medicinischen Wissenschaften für praktische Aerzte (1861)
- Homöopathischer Reise-Almanach (Sondershausen 1862; online bei Google Books)
- Taschenwörterbuch der Kinder-Krankheiten und ihre homöopathische Behandlung: mit steter Angabe der neuern einfachen Heilmittel der physiologischen Schule fur Äerzte und Wundärzte (Prag 1863; online bei Google Books)
- Real-Lexicon für homöopathische Arzneimittellehre, Therapie u. Arzneibereitungskunde: nach seinen öffentlichen Vorlesungen an der Prager K. K. Universität und unter steter Angabe der neuern einfachen Heilmittel der physiologischen Schule (Sondershausen 1864; online bei Google Books)
- Real-Lexicon für homöopathische Arzneimittellehre, Therapie u. Arzneibereitungskunde (1864)